# Johnny G. Plate
Johnny Gerard Plate né le 10 septembre 1956 à Ruteng, est un homme politique et homme d'affaires indonésien.

## Biographie
Il a été Ministère de la communication et des technologies de l'information dans Joko Widodo cabinet Indonésie En avant de 2019 à 2023. Auparavant, il a servi dans le Conseil représentatif du peuple pendant cinq ans, et avait été réélu pour un second mandat lors des élections de 2019. Il est diplômé de l'Université catholique Atma Jaya d'Indonésie.
Le 17 mai 2023, Plate a été arrêté sous l'inculpation de corruption. Le procureur général d'Indonésie l'a autrefois suspecté d'une affaire de corruption de 8 000 milliards de Rp (550 millions USD) liée à des projets de Base Transceiver Station entre 2020 et 2022,. Mahfud MD a ensuite été nommé ministre par intérim des technologies de la communication et de l'information.